# 미겔 존스
미겔 존스 카스티요(스페인어: Miguel Jones Castillo; 1938년 10월 27일, 스페인령 기니 산타 이사벨 ~ 2020년 4월 8일, 바스크 주 빌바오)는 스페인의 전 축구 선수로, 1950년대와 1960년대의 현역 시절에 인다우추와 아틀레티코 마드리드에서 활약했다.

## 축구 경력
비록 스페인령 기니(현 적도 기니) 출신이나, 존스는 빌바오에서 유년 시절을 보냈다. 그는 인근 바라칼도에서 축구를 시작하여 인다우추를 거쳤는데, 당시 그는 노장 레사마와 신예 추스 페레다와 한배를 탔다. 존스와 페레다는 또다른 인다우추 선수였던 호세 에울로히오 가라테는 아틀레틱 빌바오의 구단 영입 정책에 따라 입단이 거절되었는데, 모두 비스카이아 도 출신이 아니었기 때문이었다. 존스는 백인 선수들만 입단되어 존스의 입단이 거절되었다는 생각과 다르게, 자신은 인종 문제로 입단이 거절되지 않았다고 생각했다.
존스는 결국 호세 비얄롱가가 지도하는 아틀레티코 마드리드에 입단하여 엔리케 코야르나 아델라르도와 같은 쟁쟁한 선수들과 함께했다. 그는 코파 델 헤네랄리시모 2연패]]의 주역으로 아틀레티코가 레알 마드리드와의 결승전에서 1960년과 1961년 결승전에 모두 승리하는데 일조했다. 아틀레티코가 코파 2연패를 달성하는 과정에 존스는 1960년 결승전에서 선제골을 기록해 3-1 승리를 견인했다. 존스는 1964년 대회 결승전에도 출전했지만, 아틀레티코는 사라고사와의 경기에서 1-2로 패했다. 존스는 아틀레티코 선수단 일원으로 유러피언 컵위너스컵에도 1962년과 1963년에 2대회 연속 결승전에 출전했다. 그는 1962년 대회 결승전에 득점을 올려 아틀레티코가 피오렌티나를 재경기 끝에 3-0으로 이기도록 도왔으나, 1963년에는 토트넘 홋스퍼에게 1-5로 패했다. 그는 1966년에 라 리가 우승을 거두기도 했다.
1967년 10월, 존스는 오사수나와 1년 계약을 맺었고, 이듬해에 축구화를 벗었다.

## 은퇴 후
현역 은퇴 후, 그는 빌바오로 돌아가 인다우추의 단장을 맡았었다. 존스는 루이스 아라고네스의 동료로 절친한 사이였다. 2004년에 아라고네스 감독이 인종차별 의혹이 불거지자, 존스는 아라고네스와의 우정을 언급하며 그가 인종차별주의자가 아니라고 반박했다.
존스는 2020년 4월 8일 향년 81세로 영면에 들었다. 그는 코로나바이러스 범유행이 한창인 와중에 빌바오에서 오랜 기간 암투병중이었다.

## 수상
아틀레티코 마드리드
- 라 리가: 1965-66
- 코파 델 헤네랄리시모: 1959-60, 1960-61, 1964-65
- 유러피언 컵위너스컵: 1961-62